# Kanadische Badmintonmeisterschaft 1932
Die Kanadische Badmintonmeisterschaft 1932 fand Anfang März 1932 in Winnipeg statt.

## Finalresultate
| Disziplin    | Sieger                            | Finalist                     | Ergebnis            |
| ------------ | --------------------------------- | ---------------------------- | ------------------- |
| Herreneinzel | Jack Underhill                    | George Goodwin               | 15-8, 15-9          |
| Dameneinzel  | Anna Kier                         | Eileen George                | 11-6, 11-6          |
| Herrendoppel | Jack Underhill Noel B. Radford    | George Goodwin W. M. Stewart | 15-3, 15-10         |
| Damendoppel  | Marjorie Barrow Marguerite Delage | Anna Kier Eileen George      | 10-15, 17-14, 18-15 |
| Mixed        | Noel B. Radford Anna Kier         | Jack Underhill Eileen George | 15-11, 17-18, 15-12 |